# スタジオ8
スタジオ8（英語: Studio 8）は、2014年にJeff RobinovとJohn Graham、Mark Minerによって設立された、カルバーシティを拠点とするアメリカ合衆国のエンターテインメント企業である。
映画やテレビの制作に特化した会社となっている。

## 概要
創設者であるRobinovとGramham、Minerの3人は、もともと別の映画やプロダクションで仕事をしていたが、最終的にスタジオ8を共同で設立するために退職した。2016年、『ビリー・リンの永遠の一日』の制作で問題なく事業を始めると、続く劇場公開作品としてBrett Sumnerの『West of the West』や、アルバート・ヒューズ監督の『アルファ 帰還りし者たち』、ヤン・ドゥマンジェ監督の『ホワイト・ボーイ・リック』を制作した。

## 歴史

### 2014年：設立
Studio 8は、2012年に映画界のベテランであるJeff RobinovとJohn Graham、Mark Minerによって設立された。Robinovはワーナー・ブラザースの映画部門の元幹部で、Grahamはパラマウント・ピクチャーズの制作統括（the production EP）とスクリーン ジェムズの開発ディレクター、Minerはパラマウントのストーリー＆クリエイティブ担当EVP（エグゼクティブ・バイスプレジデント）とユニバーサル・ピクチャーズのスタジオアナリストだった。
2014年に復星集団とソニー・ピクチャーズ エンタテインメントからの出資で事業をスタートさせた。アン・リー監督の『ビリー・リンの永遠の一日』で初の劇場公開作品を手掛けた。続けて、Brett Sumner監督の『West of the West』やアルバート・ヒューズ監督の『アルファ 帰還りし者たち』、ヤン・ドゥマンジェ監督の『ホワイト・ボーイ・リック』などの劇場公開作を制作していった。
2017年12月、復星集団がスタジオ 8の株式を売却すると噂が立ち、結局、『アルファ 帰還りし者たち』と『ホワイト・ボーイ・リック』の上映が終わった後に売却されてしまった。

### 2018年：テレビと今後のプロジェクト
2018年1月、スタジオ8はSteve MoskoとKatherine Popeが率いるテレビ部門を立ち上げると発表した。最初に手掛けるシリーズは、ザック・ペンが脚本とプロデューサーを担当するヒュー・ハウイー原作の『Beacon 23』である。
その後、Studio 8は、ロバート・エガース監督による中世ファンタジー『The Knight』と、アニャ・テイラー＝ジョイが主演するとされる『吸血鬼ノスフェラトゥ』のリメイク版を制作することが報じられた。2015年12月、Studio 8は、ピーター・モーガンを脚本担当として迎え入れて、デヴィッド・オイェロウォがジョー・フレージャーを演じる可能性があるリー監督の「スリラー・イン・マニラ」を題材とした映画の権利を買い取った。2016年4月、スタジオ8はヒューズ監督の次回作としてスペイン映画『静かなる復讐』のアメリカ版をThe Picture Companyと共同制作することになった。2017年7月、Studio 8はDaily Beastの記事「The Possibly-True Story of the Super-Burglar Trained to Rip Off al Qaeda」の映画化権を取得し、ジョージ・マストラスを脚本家に迎えて映画を製作する。2018年7月、Studio 8はロブ・リーフェルド原作の漫画に登場するプロフェットの映画化権を取得し、リーフェルドとAdrian Askariehをプロデューサーに迎えて映画を制作することになった。

## フィルモグラフィー

### 映画（公開済）
| 年   | 邦題 原題                                                | 監督                 | 公開日         | 全米興行収入(USD) |
| ---- | -------------------------------------------------------- | -------------------- | -------------- | ----------------- |
| 2016 | West of the West                                         | Brent Sumner         | March 6, 2016  | Limited release   |
| 2016 | ビリー・リンの永遠の一日 Billy Lynn's Long Halftime Walk | アン・リー           | 2016年11月11日 | $30.9 million     |
| 2018 | アルファ 帰還りし者たち Alpha                            | アルバート・ヒューズ | 2018年8月17日  | $98.2 million     |
| 2018 | ホワイト・ボーイ・リック White Boy Rick                  | ヤン・ドゥマンジェ   | 2018年9月14日  | $25.8 million     |
| 2023 | AIR/エア Air                                             | ベン・アフレック     | 2023年4月5日   |                   |

### 未公開の映画
| 年     | 作品名                        | 監督                 | 公開日       | 注            |
| ------ | ----------------------------- | -------------------- | ------------ | ------------- |
| 2023年 | Hypnotic                      | ロバート・ロドリゲス | May 12, 2023 | [ 16 ]        |
| TBA    | A Most Dangerous Man          |                      |              | [ 17 ]        |
| TBA    | Black                         |                      |              | [ 18 ] [ 19 ] |
| TBA    | The Brain Hack                | Joe White            |              | [ 20 ]        |
| TBA    | Champion                      |                      |              | [ 21 ]        |
| TBA    | The Fury of a Patient Man     | アルバート・ヒューズ |              | [ 11 ]        |
| TBA    | The Hidden Girl               |                      |              | [ 22 ]        |
| TBA    | Huck                          |                      |              | [ 23 ]        |
| TBA    | The Knight                    | Robert Eggers        |              | [ 24 ]        |
| TBA    | Mind Fall                     | Cedric Jimenez       |              | [ 25 ]        |
| TBA    | Nosferatu                     | Robert Eggers        |              | [ 9 ]         |
| TBA    | Osama’s 11                    |                      |              | [ 11 ]        |
| TBA    | Overheard                     |                      |              | [ 26 ]        |
| TBA    | Planet Kill                   | Steven Soderbergh    |              | [ 27 ]        |
| TBA    | Pontius Pilate                |                      |              | [ 28 ]        |
| TBA    | Prophet                       | Sam Hargrave         |              | [ 12 ]        |
| TBA    | Sandman Slim                  | Chad Stahelski       |              | [ 29 ]        |
| TBA    | Scout                         | Christopher MacBride |              | [ 31 ]        |
| TBA    | The Shoe                      | Wash Westmoreland    |              | [ 32 ]        |
| TBA    | Sinbad                        | Miguel Sapochnik     |              | [ 33 ]        |
| TBA    | Storm King                    | Rupert Wyatt         |              | [ 34 ]        |
| TBA    | Thrilla in Manila             | Ang Lee              |              | [ 10 ]        |
| TBA    | Undying Love                  | David Leitch         |              | [ 35 ]        |
| TBA    | Untitled Francesco Munzi film | Francesco Munzi      |              | [ 36 ]        |
| TBA    | Way Down Dark                 |                      |              | [ 37 ]        |

### テレビ番組
| Year | 番組名     | 放送日 | シーズン数 | 話数 | 放送局   |
| ---- | ---------- | ------ | ---------- | ---- | -------- |
| TBA  | Beacon 23  | TBA    | TBA        | TBA  | Spectrum |
| TBA  | Heartthrob | TBA    | TBA        | TBA  | TBA      |